# امریتسار

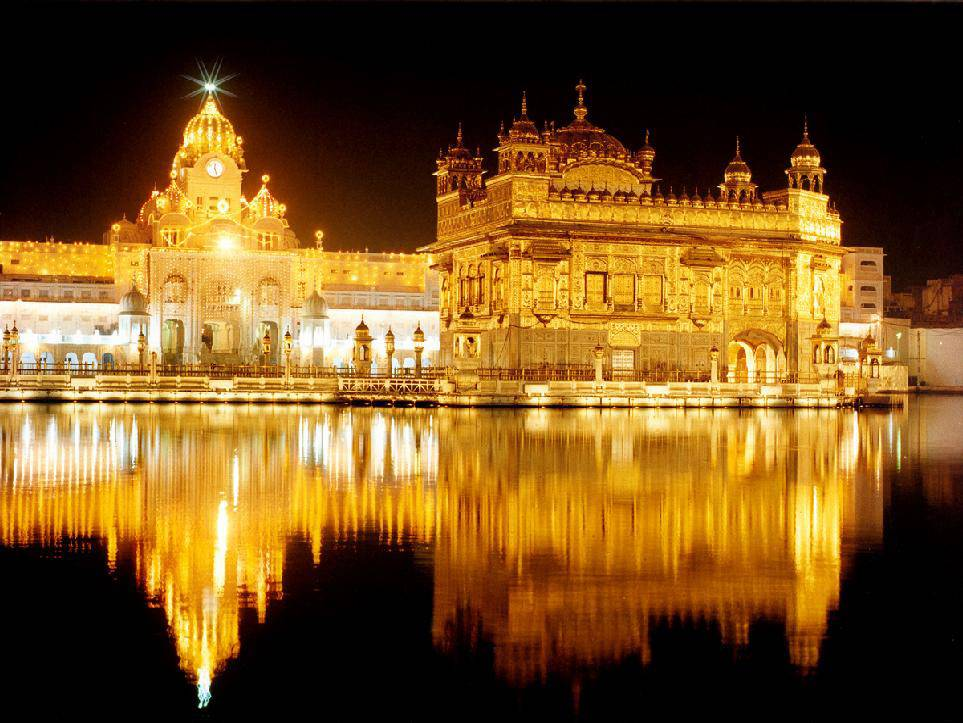
معبد طلایی در شب

امریتسار یا آمریتسار یا امریتسر (پنجابی: ਅੰਮ੍ਰਿਤਸਰ به معنی رودخانه شراب مقدس) مرکز شهرستان امرتسر در ایالت پنجاب در هند است. جمعیت شهر بر اساس سرشماری سال ۲۰۰۱ هند، ۱۵۰۰۰۰۰ نفر و جمعیت ایالت بیش از ۳۶۹۵۰۷۷ نفر است.
امریتسار در ۳۷۸ کیلومتری شمال غربی دهلی و ۵۱ کیلومتری شرق لاهور پاکستان واقع است. برخی نام آمریتسار را برگرفته از آمریتساگار به معنی " اقیانوس نوشیدنی جاودانگی" دانسته‌اند.
شهر امریتسار درناحیه‌ای جلگه‌ای واقع شده، و آب و هوای آن خشک است.
زیارتگاه اصلی پیروان آئین سیک به نام دربار صاحب یا معبد طلایی که در این شهر واقع شده از شهرت خاصی برخوردار است.

## تاریخ
شهر امریتسار از شهرهای بزرگ ایالت پنجاب در هند است. گورو رام داس بنا به وصیت گورو امرداس در سال ۱۵۷۴ میلادی اقدام به شروع بنای این شهر کرد. او زمین این شهر را به ۷۰۰ روپیه از مالک روستای تونگ خرید. رام داس، مراسم مذهبی سیک‌ها را نخستین بار در این شهر برگزار کرد.

## نگارخانه

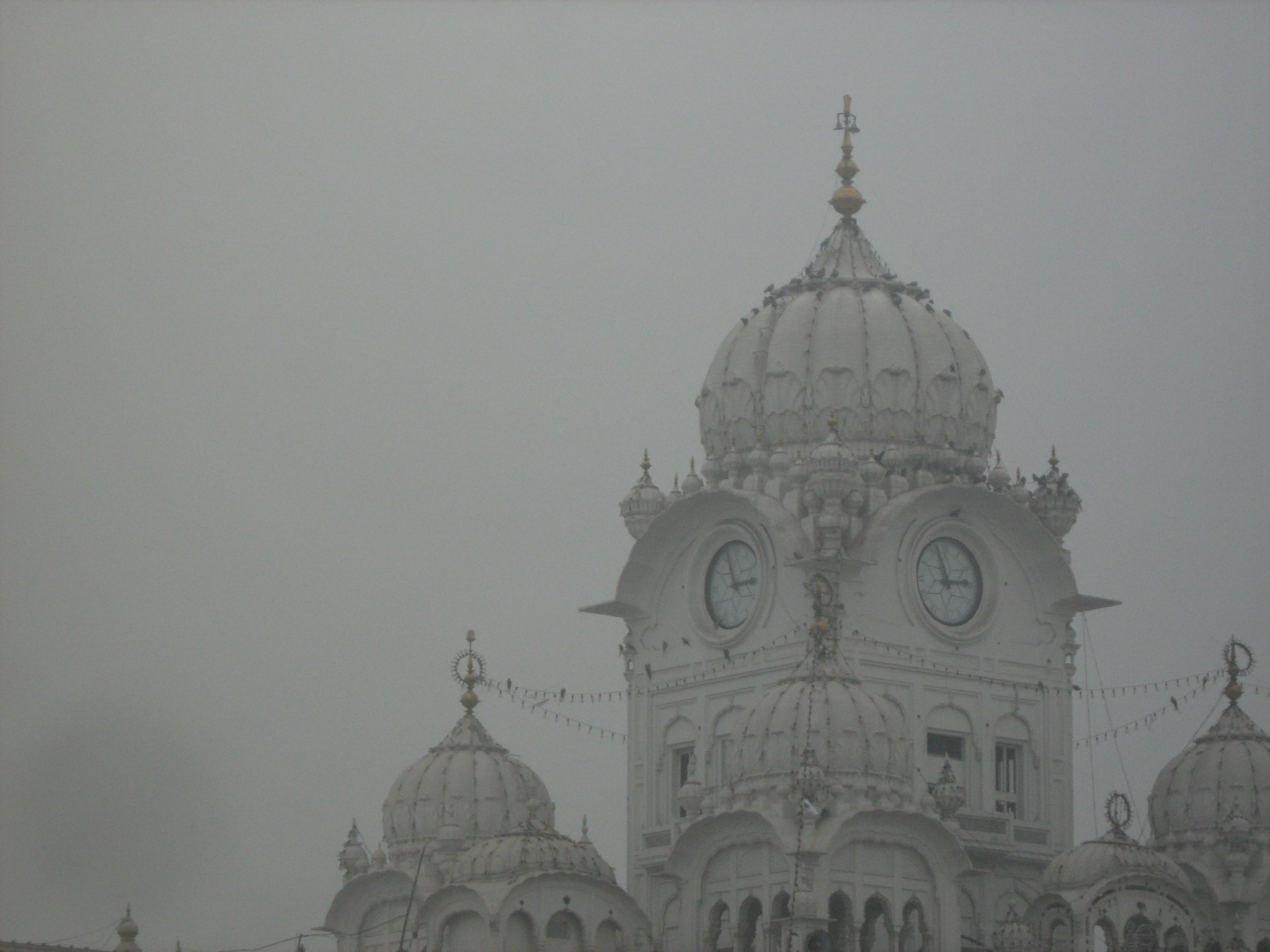
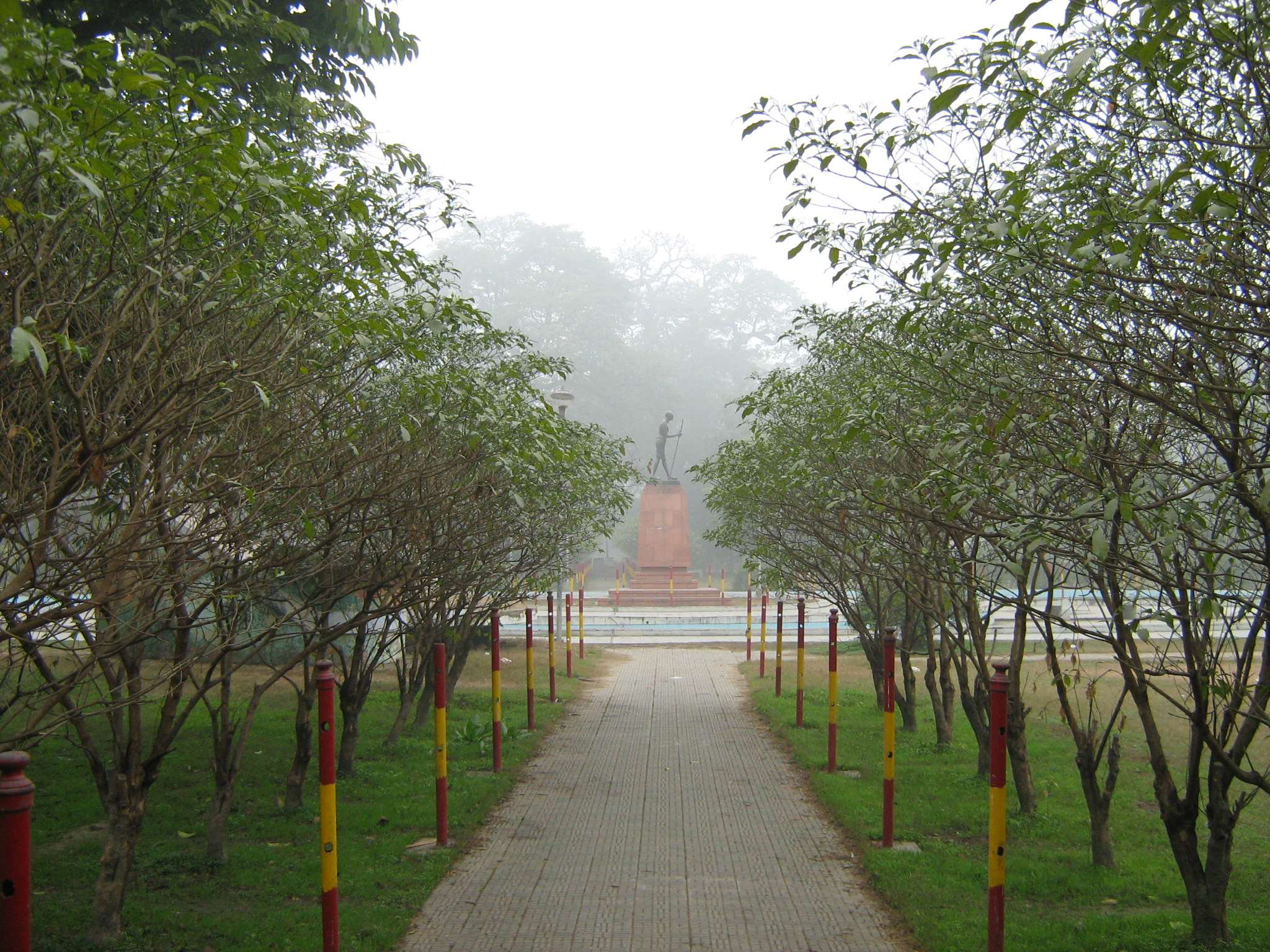
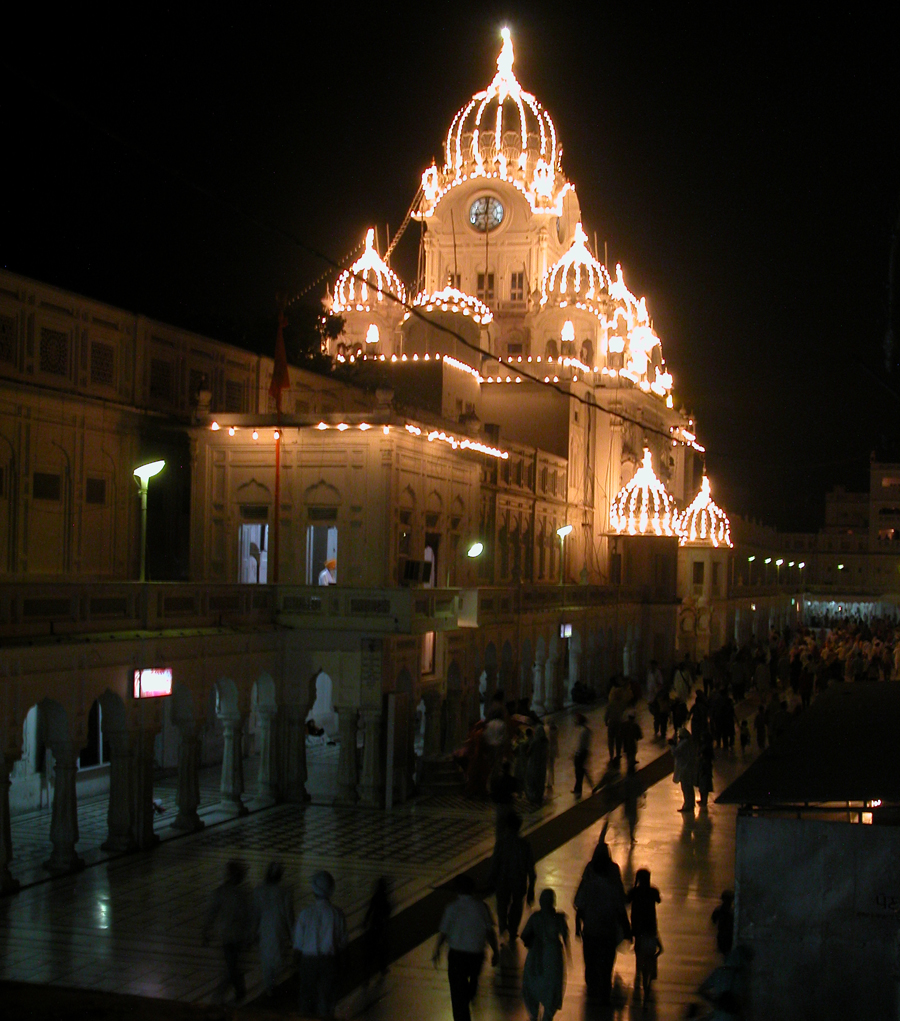
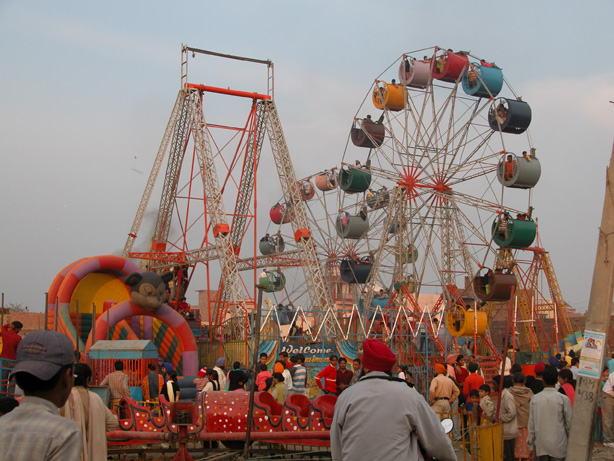
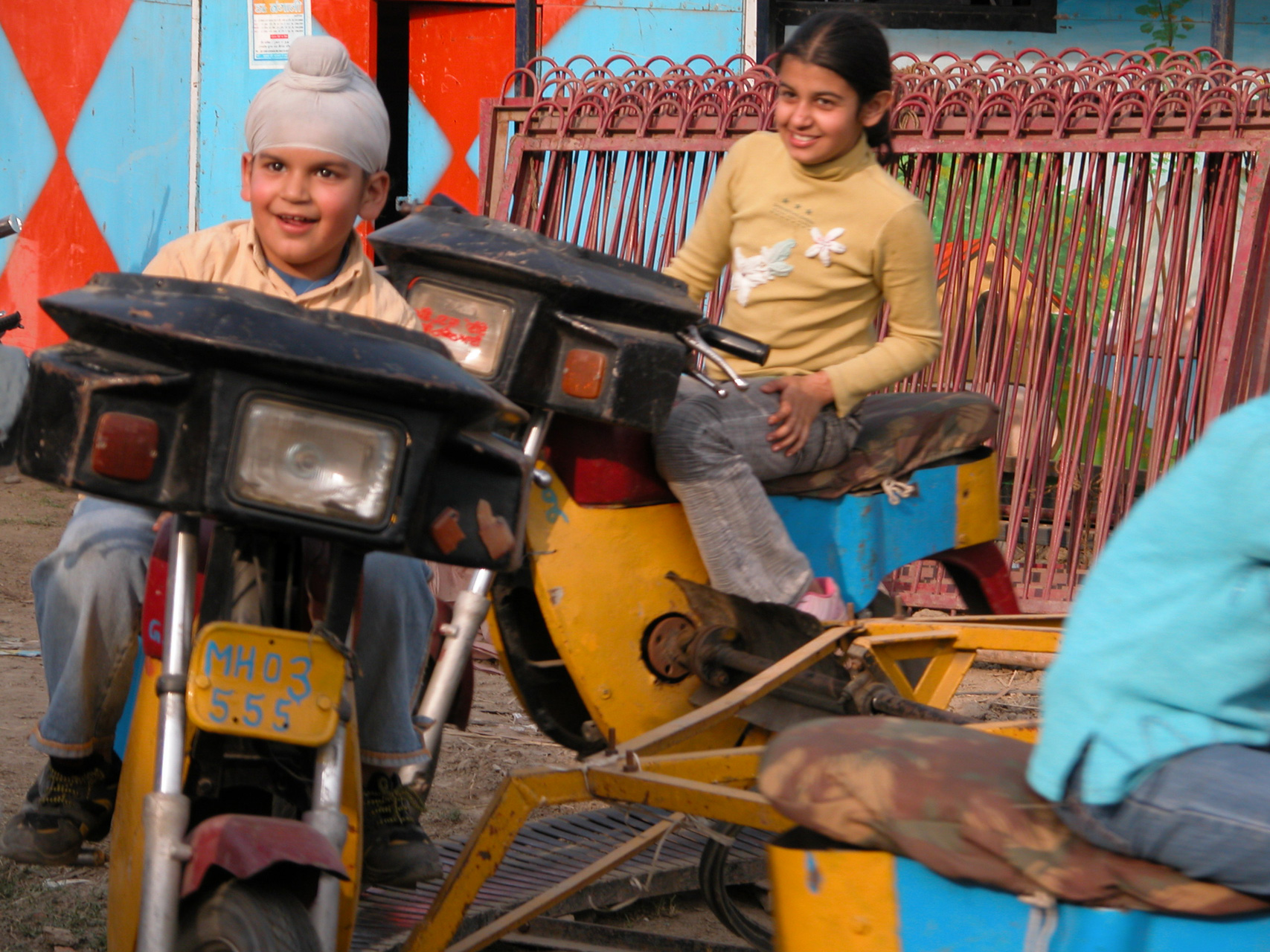